# Климишин, Николай Дмитриевич
Николай (Микола) Дмитриевич Климишин (укр. Микола Дмитрович Климишин, известен под кличкой «Недобитый»; 25 февраля 1909, Мостище, Королевство Галиции и Лодомерии, Австро-Венгрия — 4 октября 2003, Детройт, Мичиган, США) — деятель украинского национализма на территории Польши, член УВО и ОУН. Доктор литературоведения, член научного общества имени Тараса Шевченко.

## Биография
Родился в селе Мостище на территории Королевства Галиции и Лодомерии, части Австро-Венгрии. Окончил гимназию в Станиславове (Западная Украина с 1921 года входила в состав Польши); в УВО вступил, обучаясь в шестом классе гимназии, в ОУН — с момента её создания в 1929 году. С того же 1929 года изучал философию в Ягеллонском университете в Кракове.
С 1931 года Климишин и Ярослав Карпинец поддерживали связь с ОУН в Чехословакии и нередко незаконно перевозили через чехословацко-польскую границу на территорию Польши украиноязычные издания, в том числе националистические журналы («Розбудова Нації», «Сурма», «Український Націоналіст»). Вследствие своей деятельности к началу 1934 года они оказались под наблюдением Государственной полиции. Ещё до убийства Бронислава Перацкого, 14 июня 1934 года, Климишин был арестован в ходе превентивных арестов членов ОУН, осуществлённых полицией. Во время следствия последовательно отказывался от дачи показаний.
13 января 1936 года в ходе Варшавского процесса был приговорён к пожизненному заключению за участие в убийстве министра внутренних дел Перацкого — добычу хлората калия, с помощью которого Ярослав Карпинец изготовил бомбу, которую должен был привести в действие убийца Григорий Мацейко, и исполнение функций связного между Миколой Лебедем и Карпинцем.
После освобождения в сентябре 1939 года до 1941 года находился в Кракове. За это время окончил школу офицеров им. полковника Коновальца. С апреля 1941 года был членом провода ОУН-Б. В 1941 году в качестве командира северной походной группы ОУН-Б руководил отправкой прошедших военную подготовку членов ОУН на Волынь и в Полесье. 7 сентября 1941 года был арестован гестапо в Житомире, куда был послан на расследование убийства Емельяна Сеника и Николая Сциборского; почти год провёл в тюрьме (на Лонцкого во Львове и в тюрьме Монтелюпих в Кракове). 8 августа 1942 года был отправлен в немецкий концентрационный лагерь Освенцим (под номером 57340). В лагере, работая в подразделении «Aufnahme» (отвечавшем за приём заключённых), вместе с польскими узниками участвовал в движении сопротивления, составив список тайных перевозок заключённых, принятых в лагерь. Освобожден из лагеря 19 декабря 1944 года в ходе изменений в государственной политике Третьего рейха по отношению к украинским националистам.
После войны остался в Германии, в 1945 году организовал и руководил ячейкой ОУН в западных зонах оккупации Германии, будучи также её финансовым референтом. Учился в Украинском свободном университете, где получил докторскую степень в области литературоведения за исследование по творчеству Богдана Лепкого. В 1949 году эмигрировал в США, в ячейке ОУН был референтом по вопросам образования молодёжи, затем секретарём и впоследствии президентом Центральной рады ОУН. Скончался в Детройте, Мичиган, похоронен на кладбище Сливед.
Автор воспоминаний «В походе к свободе» (Детройт, т. 1 — 1975, т. 2 — 1998).